# Freie Deutsche Hochschule
Die Freie Deutsche Hochschule war eine Exileinrichtung, die am 19. November 1935 in Paris (Frankreich) gegründet wurde. Mitbegründer war Johann Lorenz Schmidt, der Ehemann von Anna Seghers. Die Lehre an dieser Schule folgte den ideologischen Vorgaben der Volksfront-Politik.
Schmidt hielt Vorlesungen über Grundlagen des historischen und dialektischen Materialismus und über den Nationalsozialismus und seine Ideologie. Außerdem gab es Einzelvorträge zu Fragen von Politik, Wirtschaft und Kultur. Auch französische Sprachkurse wurden abgehalten. 
Es bestand eine enge Zusammenarbeit mit der Pariser deutschen Volkshochschule (im Exil), zu deren Initiatoren ebenfalls Schmidt gehörte.
Mit dem Einmarsch deutscher Truppen in Frankreich endeten 1940 die Aktivitäten beider Schulen.
Ab 1942 gab es auch in Großbritannien im Rahmen der Freien Deutschen Bewegung eine Freie Deutsche Hochschule. In ihr wirkten leitend Arthur Liebert, Alfred Meusel und als Sekretär Hans Siebert. 